# Wilknity (przystanek kolejowy)
Wilknity – zlikwidowany przystanek osobowy w Wilknitach na rozebranej linii kolejowej Pieniężno – Korniewo, w województwie warmińsko-mazurskim.